# Ambident
Ambident (aus dem Lateinischen für „beidseitig zähnig“) bezeichnet in der Chemie Moleküle, die an zwei verschiedenen Stellen nukleophil reagieren können und dabei eine koordinative Bindung mit einem elektrophilen Partner eingehen (siehe auch Kornblum-Regel).
Der Begriff wird häufig in der Komplexchemie verwendet. Im Gegensatz zu einem Chelatliganden, der ebenfalls über mehrere Koordinationsstellen verfügt, kann ein ambidenter Ligand jedoch immer nur über eine Koordinationsstelle gleichzeitig an ein elektrophiles Zentralteilchen binden. Ambidente Anionen werden auch als ambidente Nukleophile bezeichnet.
Beispiele für ambidente Liganden:
- Nitrit-Ion NO2− (Koordination über Stickstoff oder Sauerstoff möglich)
- Cyanid-Ion CN− (Koordination über Stickstoff oder Kohlenstoff möglich)
- Thiocyanat-Ion SCN− (Koordination über Stickstoff oder Schwefel möglich)
- Enolat-Ion (Koordination über Kohlenstoff oder Sauerstoff möglich)